# استان اوپوله
استان اوپوله (به لهستانی: województwo opolskie) یکی از استان‌های ۱۶ گانه لهستان در جنوب آن واقع شده‌است و مرکز آن شهر اوپوله می‌باشد

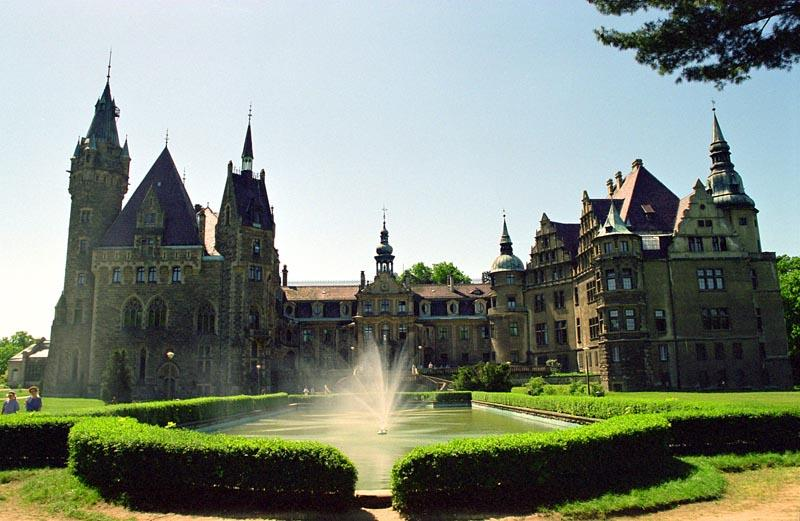